# 萨拉加希之战

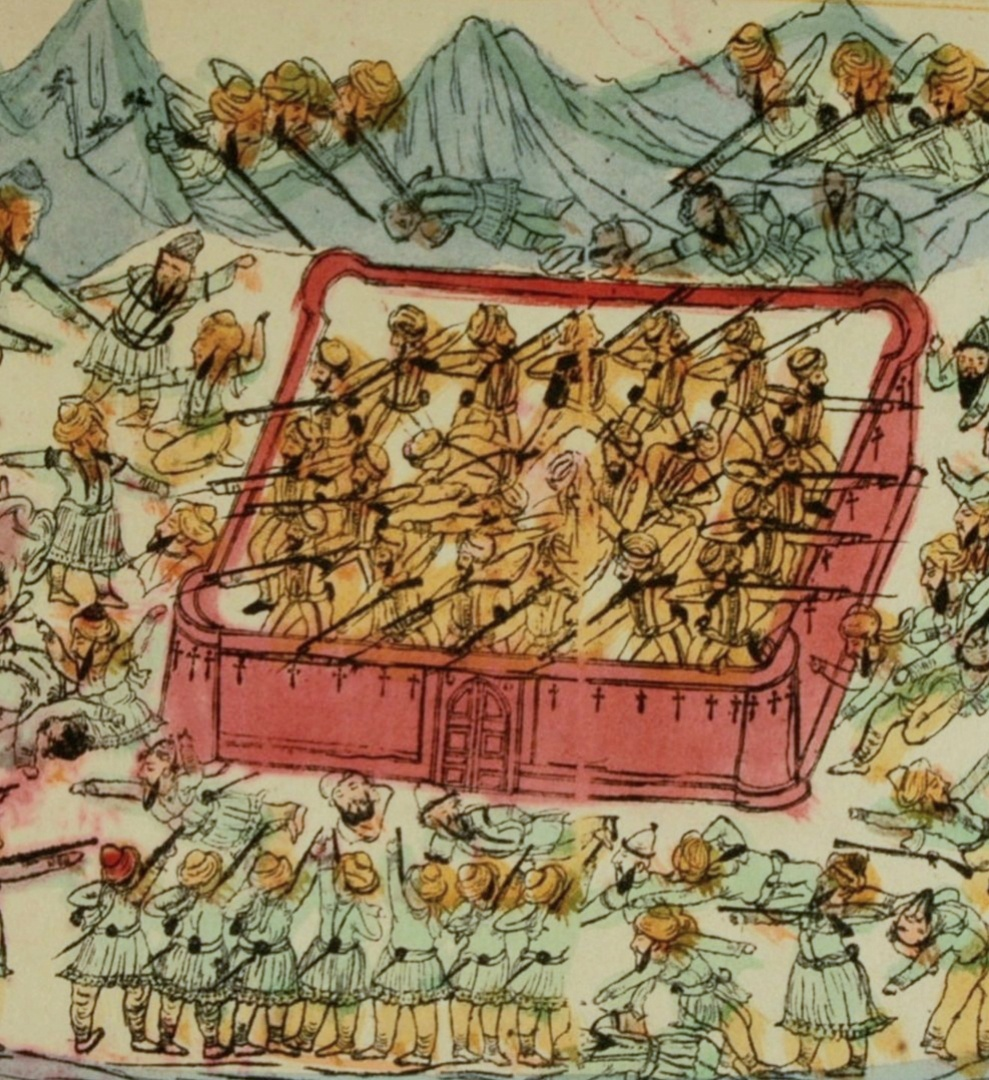
萨拉加希之战

萨拉加希战役是英属印度与阿富汗的奥拉克扎伊、阿夫里迪等部落爆發的戰鬥。  1897年9月12日，英属印度的一個哨所被奥拉克扎伊、阿夫里迪等部落的武裝分子包圍，哨所內的21名士兵（均為錫克教教徒）拒绝投降，最終全部陣亡。两天后，另一支英属印度部队重新夺回了该哨所。21名士兵後來被追授印度功绩勋章，每年的9月12日，印度陸軍锡克联队第4营都会纪念这场战役。